# Magyar Királyi Honvéd Ludovika Akadémia
A Magyar Királyi Honvéd Ludovika Akadémia (latinos nevén: Ludoviceum), röviden csak Ludovika vagy Ludovika Akadémia a magyar katonai felsőoktatás legmagasabb képzési szintjét nyújtó intézménye volt az 1945 előtti Magyarországon. Az intézmény 1836-ban elkészült monumentális főépülete Budapest VIII. kerületében, a Ludovika téren áll, Pollack Mihály tervei alapján épült klasszicista stílusban.

## Rendeltetése

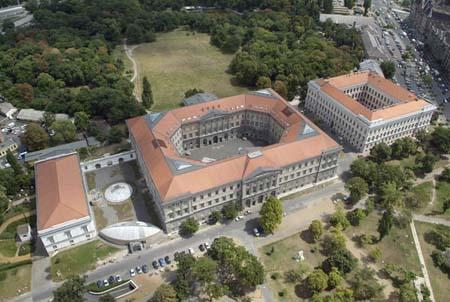
A Ludovika épületegyüttese

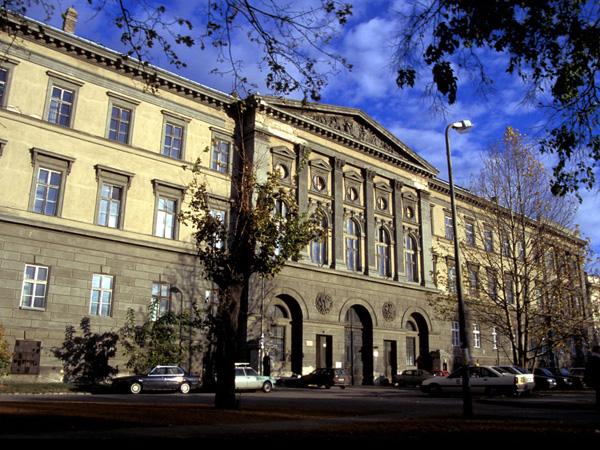
A Ludovika főépülete a felújítás előtt, 2007-ben

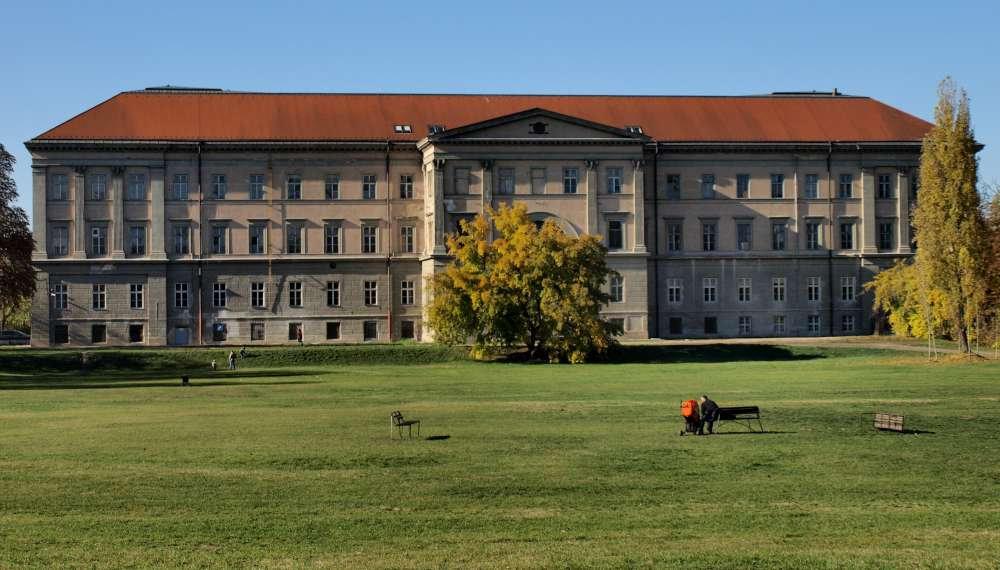
A Ludovika hátsó homlokzata, még a Magyar Természettudományi Múzeum otthonaként az Orczy kert felől (2007-ben)

A Ludovika rendeltetése az volt, hogy a hadköteles kort még el nem ért (14–17 éves) önkéntesen jelentkező ifjakat tényleges állományú tisztekké képezze ki, illetve a ténylegesen szolgáló honvédtiszteknek teremtett lehetőséget a hadtudományok terén felsőfokú tanulmányok végzésére.
E kétféle rendeltetésnek megfelelően a Ludovikában kétféle oktatás zajlott: a tisztképzés és a felsőfokú képzés. Az akadémiai címet és annak megfelelő szintű oktatást 1897-ben vezették be báró Bánffy Dezső miniszterelnöksége idején. A Ludovikán folytatott oktatást ekkor egyenrangúsították a bécsújhelyi Theresianum Katonai Akadémia által nyújtott képzéssel.
A Bécsújhelyi Akadémia és a honvéd Ludovika Akadémia egyenértékűségét úgy is biztosították, hogy onnan néhány honvédtisztet, de főleg a Ludovikából számos közös-tisztet avattak fel. Az utolsó év elején jelentkező ludovikásokat némely tantárgyban és a szolgálati, valamint gyakorlati szabályzatokban az év folyamán németül vizsgáztatták, és így közös-tisztekké képezték ki. Ez különösen a huszárságnál volt fontos, mert az ott szolgáló magyar nemzetiségű huszárokhoz ily módon 2-3 évenként minden közös-huszár ezredbe friss honvéd nevelkedésű fiatal tiszt kerülhetett.
A tisztképző oktatásnak 4 évfolyama volt. Évente 90 növendéket vettek fel, ezek közül 34-et magánalapítványok kamataiból láttak el, 10-et az állam költségén képeztek ki, 23 növendéket egész fizetéses (600 frt.), 23-at pedig félfizetéses (300 frt.) helyre vettek fel.
Azokat a kadétokat, akik a tanulmányaikat kielégítő eredménnyel végezték el, a magyar királyi honvédséghez hadapródokként sorozták be, a kitűnő eredménnyel végzett növendékek hadnagyi rangot kaptak.

## Története

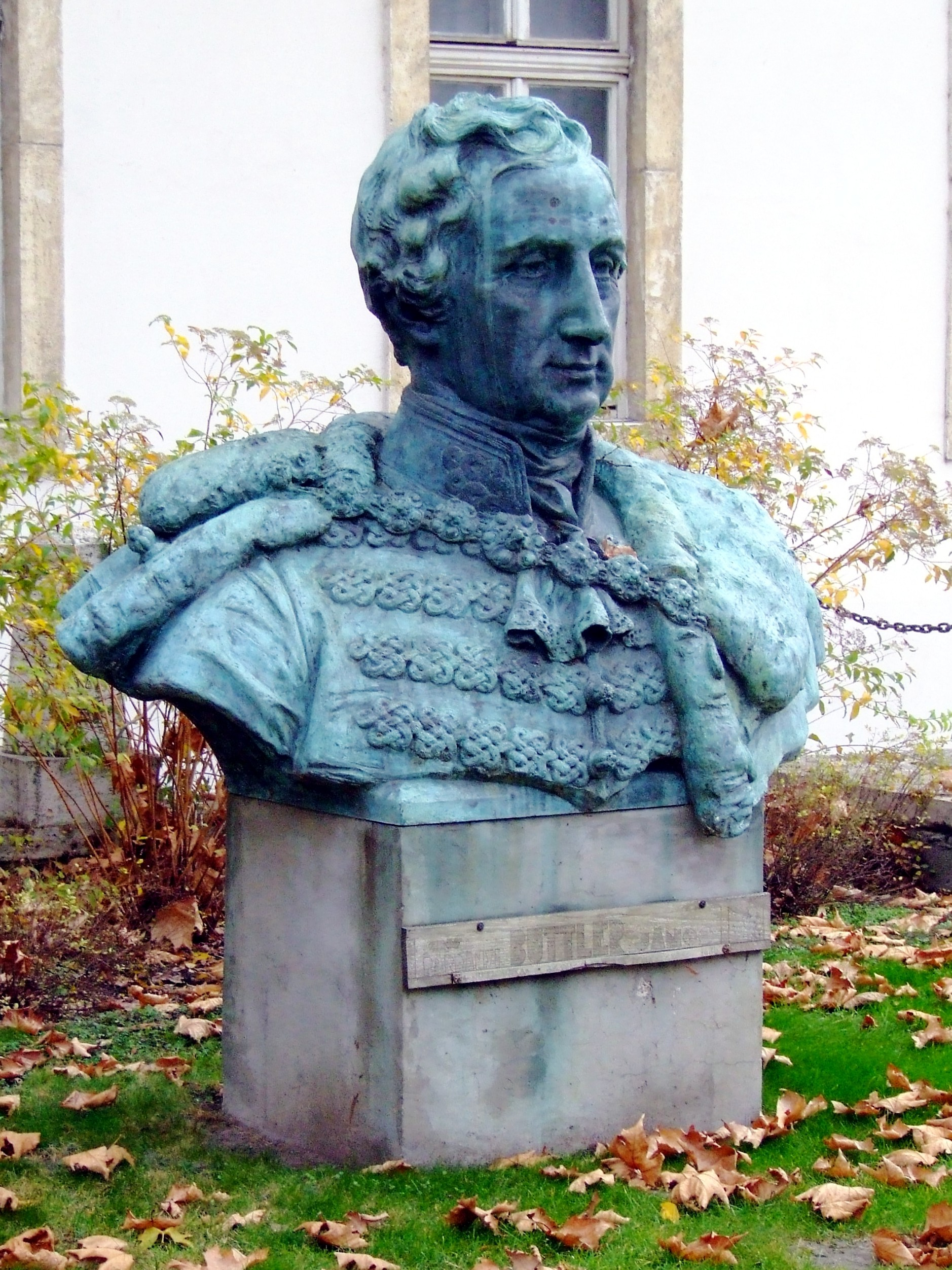
Buttler János mellszobra
1897. évi XXIII. törvénycikk a honvéd nevelő- és képző-intézetekről "7. § A Ludovika-Akadémia épületének az uj rendeltetéshez képest leendő átalakitására, a berendezés és felszerelés kiegészitésére, továbbá a honvédfőreáliskola és a hadapródiskolák teljes uj berendezésére és felszerelésére szükséges pénzösszeg 420,000 frt erejéig engedélyeztetik…"

### Kezdetek
A Ludovika Akadémia felállítását az 1808. évi országgyűlés mondta ki, a VII. törvénycikkbe cikkelyezte be, rögzítve, hogy az akadémia „kizárólag a magyar ifjaknak a katonai tudományokban leendő kiképzésére szolgáland”. Nevét Habsburg–Estei Mária Ludovika magyar királynéról, I. Ferenc király harmadik feleségéről nyerte, aki koronázási tiszteletdíjából 50 000 forintot ajánlott föl építésére (a második legnagyobb összeg – 30 ezer forint – Pest városától érkezett, Buda 8 ezer forinttal járult hozzá). Közadakozás útján és egyes hazafiak alapítványából (ilyen Buttler János gróf 126 000 forintos alapítványa) tekintélyes összeg gyűlt össze. Az 1812. évi II törvénycikkben tükröződtek a katonai Ludovika-akadémia részére folytatólag tett ajánlatok, amelyeket részletezett: Horvát- és Szlavonországok, Zala vármegye, Hont vármegye, Torontál vármegye, Arad vármegye, Bács vármegye, Pest vármegye, Trencsén vármegye, Temes vármegye, Nyitra vármegye, Nógrád vármegye, és a városok (Debrecen, Pest és Buda) fő- és köznemesei jelentős adományokat tettek, például Verhovácz Miksa, zágrábi püspök 12 000 forintot, gróf zajezdai Patatich Bertalan, Pozsega vármegye főispánja 10 000 forintot, Zalából, gróf németújvári Batthyány Ferenc, királyi kamarás 10 000 forintot, gróf Szapáry Péter, királyi kamarás 1000, lovászi és szentmargitai Sümeghy József, zalai első alispán és királyi kamarás 1000 forintot, stb.
József nádor 1831-ben tette le az épület alapkövét. A kormány mindent elkövetett annak érdekében, hogy létrejöttét megakadályozza, az összegyűlt összeget más célokra fordította. Az 1832–36. országgyűlés nem engedte meg, hogy a tanítás nyelve a magyar legyen; ugyanez ismétlődött a forradalom utáni időkben. A 124 szobát, 37 tantermet, kápolnát, konyhákat, számos éléskamrát és lovardát magában foglaló épületkomplexum 1836-ban készült el. Az épület éveken keresztül üresen állt, kivéve azt az időszakot, amikor az 1838-as pesti árvíz idején ide menekítették Nemzeti Múzeum gyűjteményeinek egy részét, illetve itt szállásolták el az átmenetileg hajléktalanná vált lakosok ezreit.
Szervezetét az 1872. XVI. törvénycikk szabályozta, és mint magyar királyi honvédségi Ludovika-Akadémia 1872. november 21-én nyílt meg. Híres magyar katonatisztek tanítottak a Hadiakadémián, úgymint Werth Henrik, aki 1926-tól parancsnoka is volt.

### A Ludovika ostroma (1919)

A Ludovika Akadémia zászlaja (1901)

1919. június 24-én délután 4 órakor kezdődött az ifjú ludovikások ellenforradalma a Magyarországi Tanácsköztársaság ellen. Hamarosan a Cinkotán állomásozó vörös csapatokat gyűjtötték össze, és a ludovikások ellen küldték. A Ludovika bevétele súlyos áldozatokat követelt. A 24 éves Lőwy Béla hadnagy a 32. gyalogezred 30 újoncával behatolt az Akadémia épületébe, Bartha őrnagyot felelősségre vonta a fegyveres készenlét miatt és Haubrich nevében követelte a géppuskák azonnali átadását. Az ellenforradalom megbukott, azonban a letartóztatott kadétok közül az ügy kapcsán egyetlen tisztet sem végeztek ki, a fellázított növendékeket pedig „internálásban eltöltendő nevelési munkára” ítélték.

### A Magyar Természettudományi Múzeum beköltöztetése
Budapest ostroma után a Ludovika fedett lovardájában az Alfa Mozi üzemelt, amely 1992-ben leégett. A főépületet évtizedeken át az ELTE Természettudományi Karának egyes tanszékei használták, rendkívül lepusztult állapotban. 1994-ben Mádl Ferenc – mint művelődési és közoktatási miniszter – javaslatára kormányhatározat született arról, hogy az 1802-ben alapított, de mindaddig szétszórt telephelyeken működő Magyar Természettudományi Múzeum kiállítását, gyűjteményeit és kutatólaboratóriumait a Ludovika épület-együttesében helyezzék el. A felújított fedett lovarda és a főépület részben felújított terei 1996 óta a Múzeumnak adnak otthont. A felújított padlástérben és a földalatti raktárakban ásványok, kőzetek, ősállat kövületek, állatpreparátumok, valamint emberi csontvázak és múmiák olyan kiemelkedően gazdag gyűjteményeit tárolják, melyek nemzeti természettudományos kultúránk alapvető tárgyi kincsei. A főépület talajszint feletti részeinek felújítása azonban a 2000-es évek elejétől gyakorlatilag leállt, ezért a Múzeum jelentős egységei, mint pl. a növénygyűjtemény a mai napig sem költözhettek be. A teljesen felújított déli szárnyban a Múzeumtól függetlenül a Raoul Wallenberg Humán Szakképző Iskola és Gimnázium működött 2015-ig. Előtte az alsóbb emeleteken a Bem József Óvónőképző Szakközépiskola, a harmadik emeleten a Móra Ferenc Egészségügyi szakközépiskola működött.

### A Magyar Természettudományi Múzeum várható kiköltöztetése
2009. május 15-én a Zrínyi Miklós Nemzetvédelmi Egyetem mint a valamikori Ludovika Akadémia jogutódja, a magyar katonai felsőoktatás utolsó, számos intézményből összegyúrt felsőoktatási intézménye 100 napos ünnepségét hagyományteremtő célzattal az Orczy-kertben a valamikori Ludovika Akadémia előtt tartotta meg. A rendezvényen a ZMNE hallgatói századainak menetdal versenye mellett számos programban vehettek részt Józsefváros polgárai. A Ludovika főépületében 2012-től a Nemzeti Közszolgálati Egyetem működik.

## Nevezetes diákjai

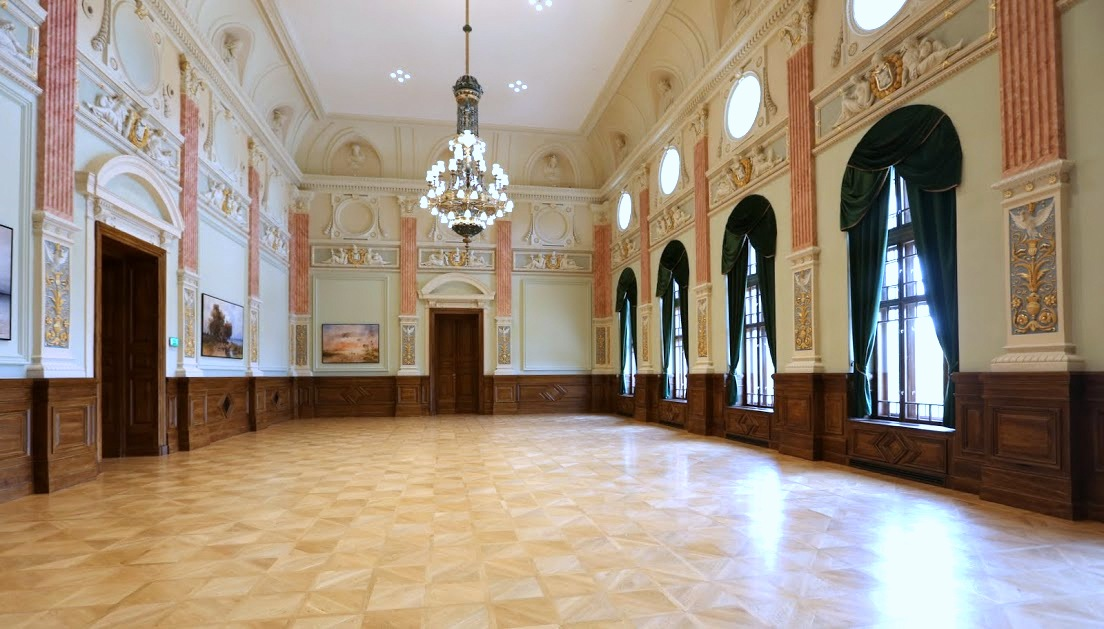
Díszterem

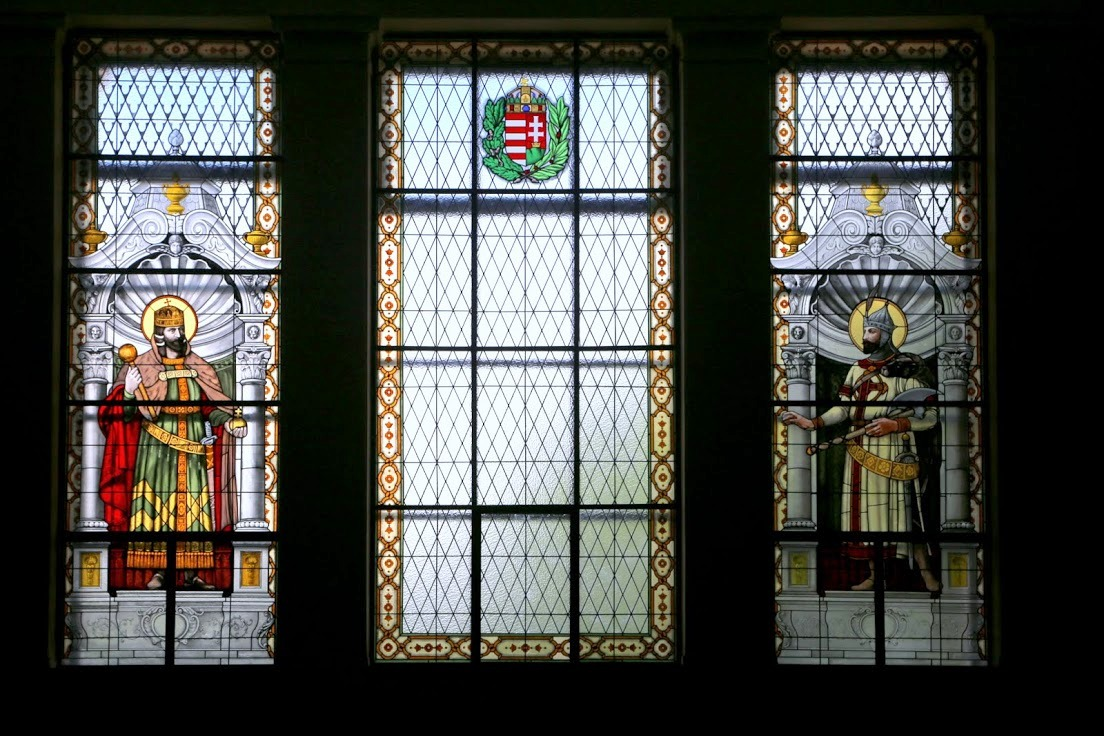
A kápolna ólom-üveg ablakai (Szent István és Szent László alakjaival)

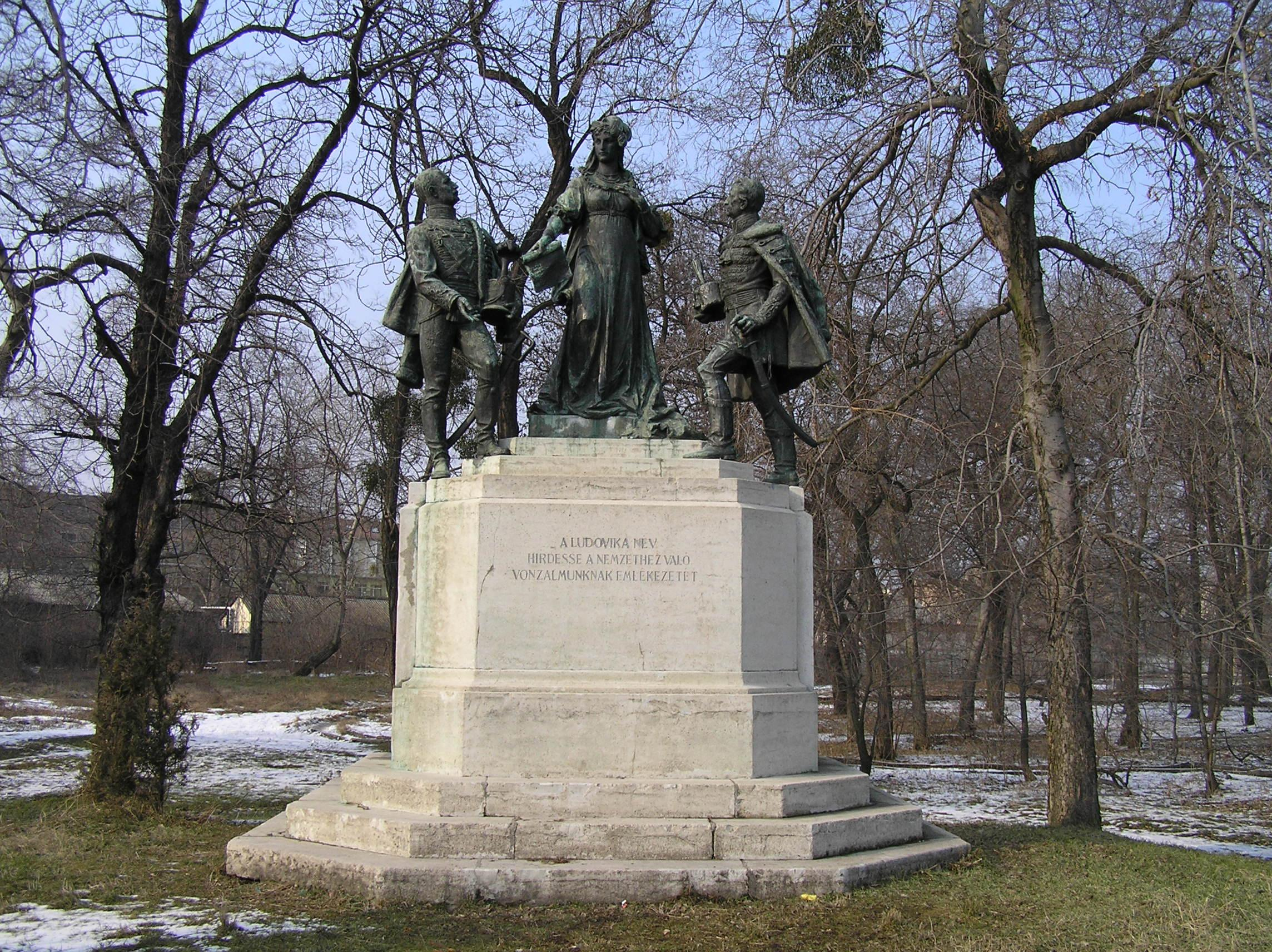
Szoborcsoport a Ludovika mögött. Felirata: „A Ludovika név hirdesse a nemzethez való vonzalmunknak emlékezetét”

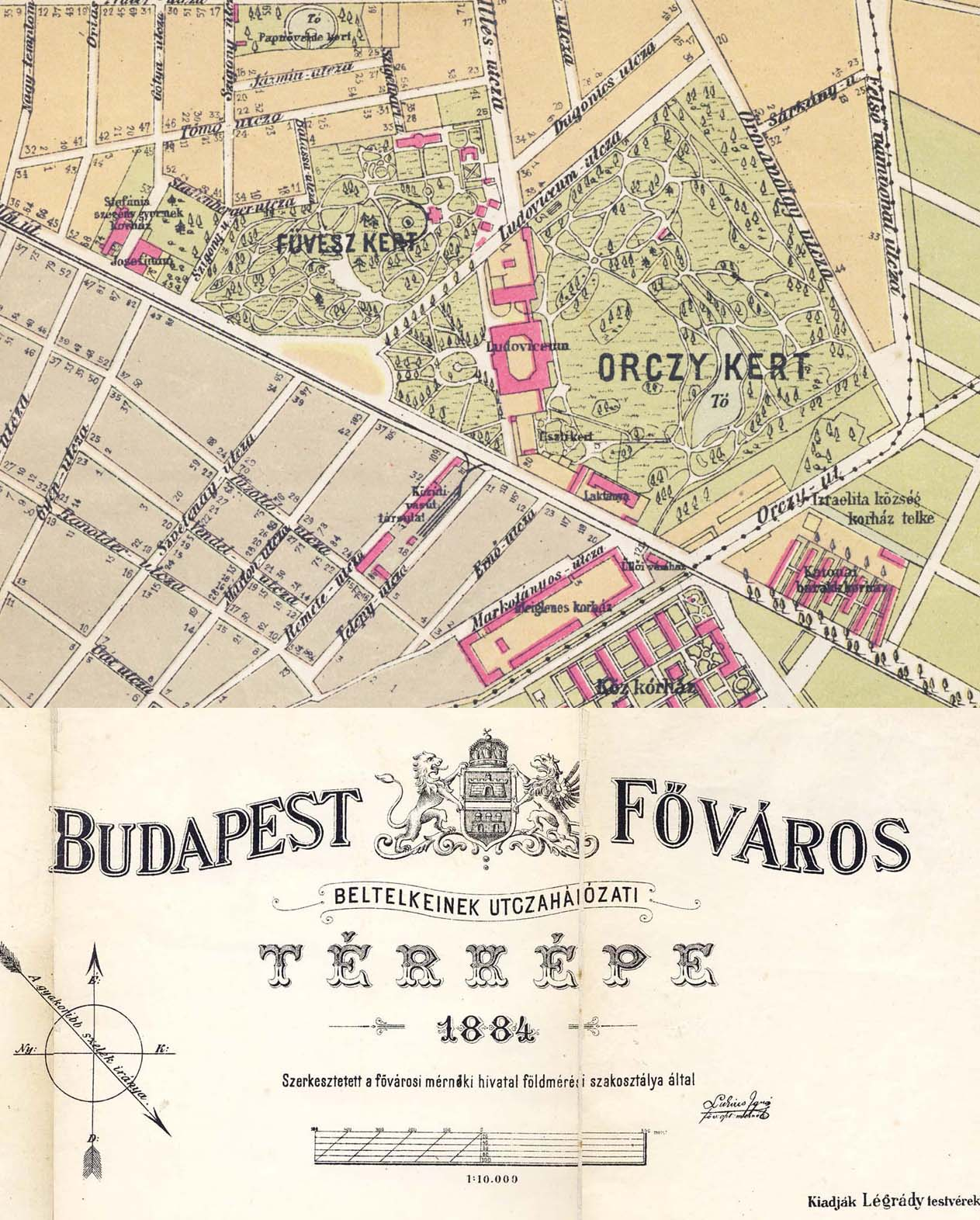
A Ludovika és az Orczy kert térképe (1884)

- Vitéz Adonyi Naredy Ferenc őrnagy, huszár
- Aggházy Kamil (1882–1954) magyar királyi ezredes a Hadtörténeti Intézet és Múzeum alapítója.
- Almásy Pál (1902–1985) katonatiszt, hadmérnök
- Bánáthy Béla (1919–2003) katonatiszt, nyelvész
- Bánlaky József (1863–1945) honvédtiszt, hadtörténész, a 24 kötetes A magyar nemzet hadtörténelmének megírója.
- Berczelly Tibor (1912–1990) tőrvívó, sportlövő
- Boldogfai Farkas Endre (1908–1994) vezérkari őrnagy
- Vitéz Buttykay Ernő Béla (1915–1999) katonatiszt
- Berkó István (1880–1958) katonatiszt, hadtörténész
- Bonczos Miklós (1897–1971) politikus, belügyminiszter (1944)
- Gróf körösszegi és adorjáni Csáky Károly (1873–1945) katonatiszt, honvédelmi miniszter (1923–1929)
- Vitéz lófő dálnoki Miklós Béla (1890–1948) katonatiszt, politikus, az ideiglenes nemzeti kormány miniszterelnöke (1944–1945)
- Erdélyi Gyula (1892–1949) katonatiszt, hadtörténész
- Erdőss Kamill (1924–1962) néprajzkutató, nyelvész
- Faragho Gábor (1890–1953) katonatiszt, politikus, közellátásügyi miniszter (1944–1945)
- Fáy Ferenc (1921–1981) költő
- Franyó Zoltán (1887–1978) író, műfordító, lapszerkesztő
- Fráter Loránd (1872–1930) dalszerző, aki 1904-ben 32 éves korában mint huszárkapitány vonult nyugalomba, és attól fogva a nótaszerzésnek élt
- Fialovszky Lajos (1898–1987) geodéta, hadmérnök, egyetemi tanár
- Gerevich Aladár (1879–1947) vívómester, katonatiszt, cikkíró
- Győrffy-Bengyel Sándor (1886–1942) katonatiszt, politikus, közellátásügyi miniszter (1941–1942)
- Hellebronth Vilmos (1895–1971) katonatiszt, politikus
- Rónai Horváth Jenő (1852–1915) katonatiszt, hadtörténész, az MTA tagja
- Julier Ferenc (1878–1944) katonatiszt, hadsereg vezérkari főnök (1919), hadtörténeti író
- Kádár Gyula (1898–1982) katonatiszt
- Káplány Géza (1880–1952) könyvtáros
- Keviczky Kálmán (1909–1989) katonatiszt, UFO kutató (Amerikai Egyesült Államok)
- Képíró Sándor (1914–2011) csendőrtiszt, jogász, az újvidéki razzia egyik állítólagos résztvevője
- Vitéz nemeskéri Kiss István (1894–1967), altábornagy.
- Kiss Lajos (1922–2003) nyelvész, szlavista, az MTA tagja
- Miroslav Krleža (1893–1981) horvát író
- Kunder Antal (1900–1968) hadmérnök, politikus, kereskedelmi, közlekedési és iparügyi miniszter (1938–1939, 1944)
- Lágyi István (1901–1978) térképész
- Szentmáriai Lajtos Árpád (1910–1986) katonatiszt
- Vitéz csíkszentsimonyi Lakatos Géza (1890–1967) katonatiszt, politikus, miniszterelnök (1944)
- Maléter Pál (1917–1958) katonatiszt, politikus, honvédelmi miniszter (1956)
- Vitéz Málnássy Ferenc (1923–1945) repülő főhadnagy, a második világháborúban a Magyar Királyi Honvéd Légierő 101. „Puma” Vadászrepülő ezred pilótája
- Nagy Vilmos (1884–1976) vezérezredes, honvédelmi miniszter és hadtudós
- Pálinkás-Pallavicini Antal (1922–1957) katonatiszt
- Pilch Jenő (1872–1937) hadtörténész, az MTA tagja
- Piller György (1899–1960) olimpiai bajnok vívó
- Platthy József (1900–1990) olimpiai bronzérmes olimpikon és lovaglótanár, a lovassport első és eddig egyetlen magyar olimpiai éremszerzője
- Prónay Pál (1874–1946?) katonatiszt, a Prónay-különítmény vezetője
- Radványi Imre (1909–1984) hadmérnök
- Rodriguez Endre (1899–1975) filmrendező
- Rőder Vilmos (1881–1969) katonatiszt, hadügyminiszter (1936–1938)
- Sebő Ödön (1920–2004) katonatiszt; a II. világháború idején a Gyimesi-szorosban hősiesen helytálló 32. hegyi határvadász zászlóalj egyik tisztje
- Stromfeld Aurél (1878–1927) katonatiszt, hadtest (I. világháború) majd hadsereg vezérkari főnök (1919)
- Szőke Endre (1905–1983) vezérkari alezredes- 2. Vkf. Osztály, a 7. könnyűhadosztály vezérkari főnöke, katonai attasé
- Szurmay Sándor (1860–1945) katonatiszt, honvédelmi miniszter (1917–1918)
- Tombor Jenő (1880–1946) katonatiszt, honvédelmi miniszter (1945–1946)
- Tóth Zoltán (1888–1958) történész, az MTA tagja
- Dr. Tóth István János (1910–1967) katonatiszt, műtősebész
- Dr. Zolnay Imre (1921-2004) páncélos hadnagy, sebész főorvos
- Zsigmondy László (1901–1992) katonatiszt, vezérkari ezredes

## Nevezetes tanárai
- Bán Mihály őrnagy
- Bánfalvy István repülő alezredes
- Berkó István százados
- Clenner Imre őrnagy[6]
- Deák Ferenc alezredes
- Fábián Lajos alezredes
- Forinyák Gyula altábornagy
- Grassy József altábornagy
- Kaas Albert tanár, felsőházi tag

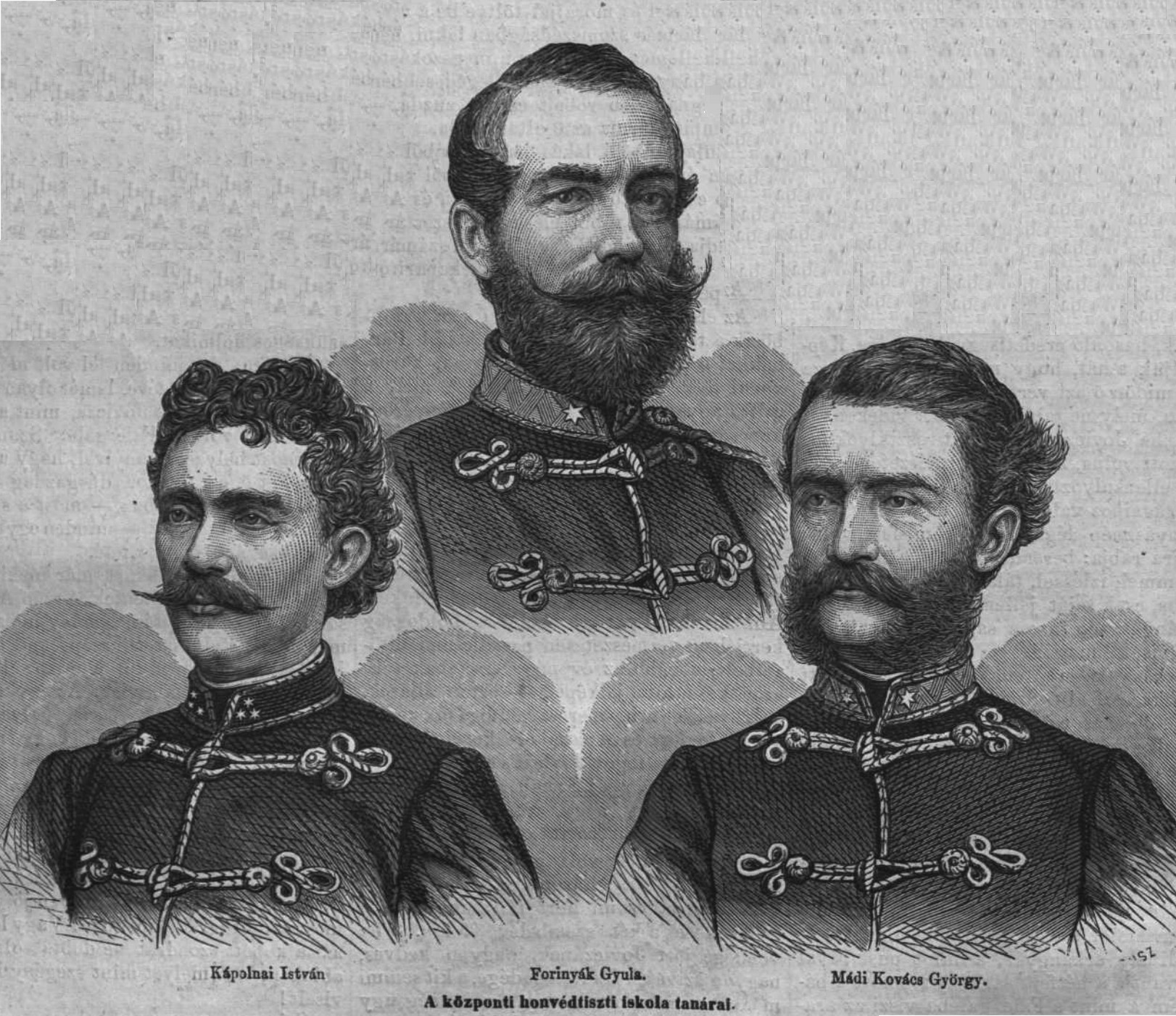
Három tanár arcképe 1872-ből (Kápolnai Pauer István, Forinyák Gyula és Mádi Kovács György)

- Kápolnai Pauer István katonatiszt, hadtudós, hadtörténész, az MTA tagja
- Kovács Gyula vezérkari alezredes
- Kozma István altábornagy
- Kudriczy István alezredes
- Makray Sándor őrnagy
- Markovich József alezredes
- Miklós Gyula őrnagy
- Nádas Lajos őrnagy
- Németh János alezredes
- Neuschloss Kornél építész
- Palotás Fausztin (1891-től 1896-ig)
- Piller György őrnagy, vívómester (1927–1944)[7]
- Pogány Imre őrnagy
- Porzsezsinszky György őrnagy
- Rakolczay Géza őrnagy
- Schmertzing Egon huszárszázados
- eberswaldi Siegler Konrád magyar királyi vezérőrnagy, Ludovika parancsnok (1857-1935)
- Szász Ferenc alezredes
- Szávay Sándor őrnagy
- Szepessy Schaurek Ottmár huszárőrnagy
- Tömöry Jenő őrnagy
- Ujszászy István vezérőrnagy
- Vörös Géza vezérkari alezredes
- Zákó András vezérőrnagy
- Zsedényi Zoltán alezredes

## Szakirodalom
- Rada Tibor: A Magyar Királyi Honvéd Ludovika Akadémia és a Testvérintézetek Összefoglalt Története (1830–1945), Gálos-Nyomdász Kft., Budapest, 1998
- ↑ Fónagy:  Fónagy Zoltán: Hadi Főtanoda az Orczy-kertben – A Ludovika előtörténete, 2014[1]
- Siposné Kecskeméthy Klára–B. Kalavszky Györgyi: A Ludovika egykor és most; 2. jav., bőv. kiad.; Zrínyi, Bp., 2018
- Négyesi Lajos: Ludovika; Ludovika Egyetemi, Bp., 2021
- Balla Tibor: A honvédtisztképzés irányítóinak arcképcsarnoka. A magyar királyi Honvéd Ludovika Akadémia igazgatói és parancsnokai, 1872–1945; Ludovika Egyetemi, Bp., 2022